# ألكسندر درينوفاك
ألكسندر درينوفاك (بالصربية: Александар Дреновак)‏ (مواليد 30 ديسمبر 1983) هو ملاكم صربي، مثّل بلاده في الألعاب الأولمبية الصيفية 2012.

## روابط خارجية
ألكسندر درينوفاك على موقع اللجنة الأولمبية الدولية (الإنجليزية)
- ألكسندر درينوفاك على موقع أوليمبيديا (الإنجليزية)
- ألكسندر درينوفاك على موقع اللجنة الأولمبية الصربية (الصربية)